# 3-я Интернациональная улица

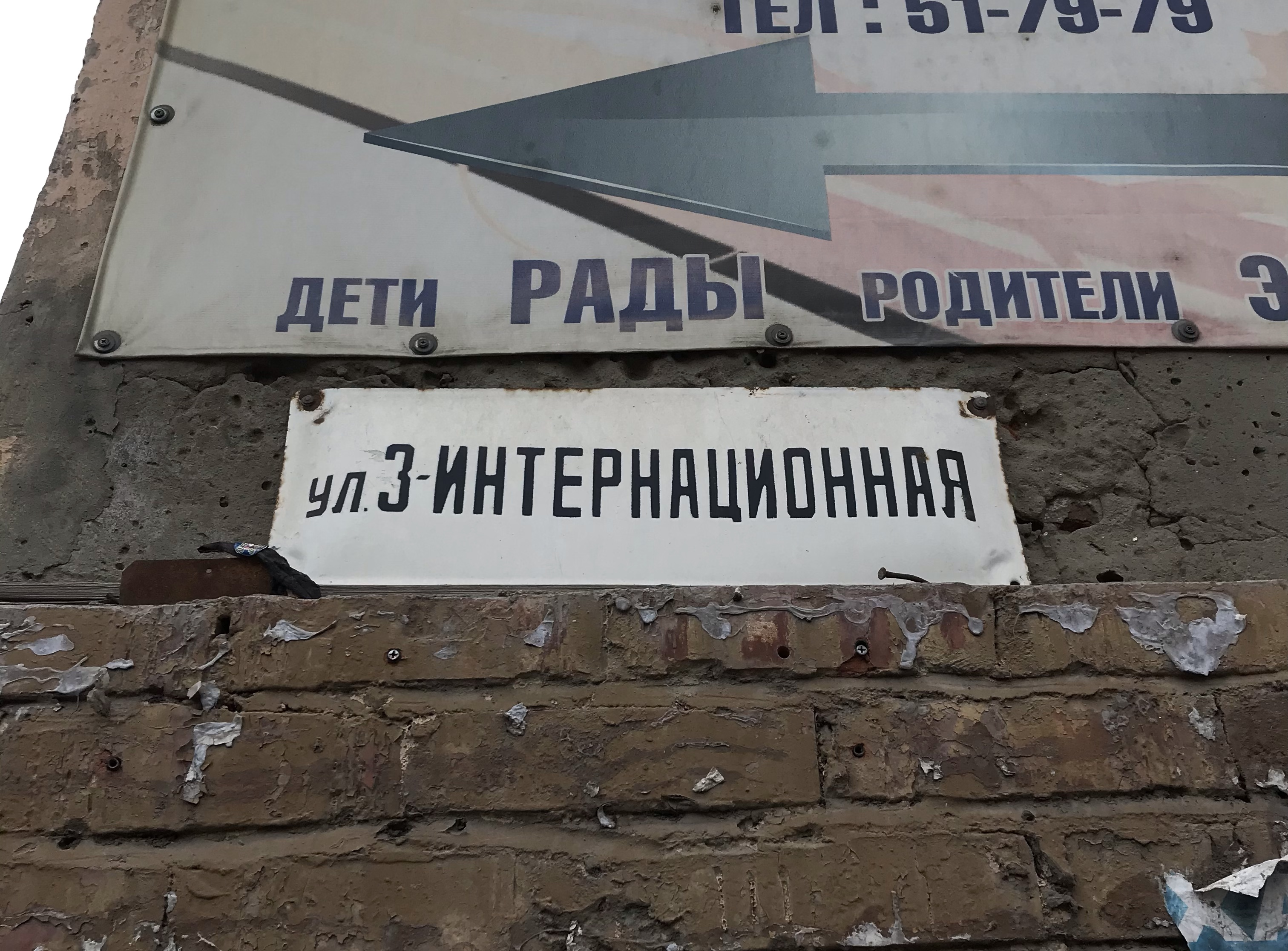
Табличка с ошибочным написанием названия улицы

3-я Интернациона́льная у́лица — улица в историческом районе Большие Исады в центральной части Астрахани. Начинчается от улицы Калинина у сквера «Армения» и безымянной площадью с памятником Курмангазы Сагырбайулы и идёт с северо-запада на юго-восток параллельно улице Чалабяна до Красной набережной реки Кутум, пересекая улицы Саратовскую, Победы, Ногина и Свердлова.
Улица застроена малоэтажными зданиями дореволюционного периода, в том числе памятниками архитектуры.

## История
До 1920 года улица называлась Армянско-Успенской, затем получила своё современное название в честь Коммунистического интернационала.

## Застройка
- дом 1/12 —  памятник архитектуры Дом жилой (XIX в.)
- дом 7 —  памятник архитектуры Дом жилой
- дом 11 —  памятник архитектуры Дом жилой (начало XX в.)
- дом 21/9 —  памятник архитектуры Дом доходный (бывш. дом М. К. Папаева, конец XIX в.)
- дом 21-23-25/26/9 —  памятник архитектуры Фабрика макаронная А. М. Фёдорова (комплекс зданий паровой фабрики Фёдорова)
- дом 28 —  памятник архитектуры Дом с лавками (бывший дом Г. И. Мухаметова, 1900 г.)

## Транспорт
Ближайшая к 3-й Интернацинальной улице остановка маршрутных такси — «Магазин «„Каспий“» — располагается около её северного окончания, ближайшая остановка автобусов — «Рынок № 1» — недалеко от южного на улице Ногина.